# Zographetus dzonguensis
Zographetus dzonguensis  (лат.) — вид чешуекрылых из рода Zographetus, описанный в 2021 году по голотипам из деревни Намприкданг, на севере штата Сикким в Индии, на востоке Гималаев, обитающий на высоте 870 м над уровнем моря.

## Описание
Два собранных паратипа и другие экземпляры, сфотографированные в природе, имели очень похожий узор на голотип. Тонкая вариация заключалась в размере шоколадно-коричневых пятен и окантовок на нижней стороне: на заднем крыле шоколадно-коричневые пятна в промежутках M3, CuA1 и, при наличии, в CuA2, варьирующие по размеру, размер и форма шоколадно-коричневого пятна на конце клетки на заднем крыле и вариации ширины шоколадно-коричневого терминального края на обоих крыльях. Самка пока не описана. Новый вид назван в честь типового местонахождения в лесном блоке Дзонгу в Сиккиме. Это оплот лепча — народа Сиккима, — которому посвящено описание этого вида.
Длина переднего крыла 13 мм. Длина антенны 8 мм. Голова и грудь покрыты жёлтой чешуей; брюшко снизу с желто-черным или темно-коричневым кольцом, с черным кончиком. Ноги желтые. Усики черные, со светлым стержнем посередине, особенно на нижней стороне.

### Дорсальная часть переднего крыла
Передние крылья темно-коричневые, покрыты редкими охристыми чешуйками. Белое пятно среднего размера в нижнем углу конца клетки; более крупное белое пятно в CuAl сразу под пятном на конце клетки; и более узкое, более вытянутое белое пятно около начала v. CuAl в M3. Эти три пятна прилегают друг к другу, разделенные темными прожилками. Еще одно меньшее белое пятно в M1. Бледный оранжево-желтый пучок волос вдоль базальной половины спины. Задние крылья без опознавательных знаков.

### Вентральная часть переднего крыла
Переднее крыло темно-коричневое, базальные 2/3 ребер и субапикальная область покрыты ярко-желтыми чешуйками. Дистальная 1/3 косты узко шоколадно-коричневая, термен шоколадно-коричневый с более широкой каймой. Вокруг клетки белые пятна, похожие на спинную сторону. Задние крылья ярко-желтые. Крупное шоколадно-коричневое пятно неправильной формы на конце клетки. Два более мелких шоколадно-коричневых пятна в центре пространств CuA1 и M3. Еще меньшее, неясное коричневое пятно в месте возникновения Sc. Края крыльев на торнусе более широкие, шоколадно-коричневые, чем на переднем крыле, сужающиеся к вершине. Реснички бледно-желтые.

### Гениталии
Тегумен широкий в дорсо-вентральном направлении, очертание спины почти плоское. Ункус длинный, тонкий, узкий дистальный конец загнут вниз. Крупные субункальные отростки отсутствуют, что характерно для рода Zographetus. Саккус в латеральной проекции тонкий, закругленный кончик мешка постепенно загнут вверх. Вальва волнистая по дорсальному краю, оканчивающаяся реберным отростком. Реберный отросток треугольный, а закругленный дистальный конец выдается вверх над дорсальным краем короны в латеральной проекции. Корона гладкая и закругленная на дистальном и вентральном краях, тогда как дорсальный край зубчатый с горбовидной гарпой у внутреннего края. Эдеагус состоит из проксимального подзонального влагалища, узкого проксимально и широкого вблизи кольца. Подзональное влагалище почти в 1.5 раза длиннее дистального супразонального влагалища. Юкста U-образная и широкая.

### Сравнения
Внешне, Z. dzonguensis очень похож на Zographetus pangi и Zographetus hainanensis. Основные отличия заключаются в форме клеточного пятна и пятна в М3 на переднем крыле и в окраске нижней стороны заднего крыла. У Z. dzonguensis пятно у основания пространства М3 резко заострено у внутреннего края и заметно более вытянуто по сравнению с Z. pangi и Z. hainanensis. На переднем крыле Z. pangi пятна на конце клетки и у CuAl крупнее. На нижней стороне заднего крыла все шоколадно-коричневые пятна больше как у Z. pangi, так и у Z. hainanensis по сравнению с Z. dzonguensis.
Zographetus dzonguensis легко отличить от индийских сородичей по большей части ярко-желтого цвета. Крылья на нижней стороне, только с узкими шоколадно-коричневыми каймами на обоих крыльях. У Zographetus satwa и Zographetus ogygia нижняя сторона заднего крыла гораздо более ярко выражена шоколадно-коричневым цветом с пурпурным блеском (Z. satwa) или пятнами (Z. ogygia) на внешней половине крыла. Zographetus dzonguensis отличается по гениталиям самцов от Z. pangi и Z. hainanensis следующим образом: у Z. dzonguensis, тегумен и ункус почти равны по длине, тогда как у Z. pangi и Z. hainanensis ункус длиннее тегумена. Верхний контур тегумена относительно плоский у Z. dzonguensis, тогда как у Z. pangi и Z. hainanensis он заметно более выпуклый. В боковой проекции винкулум более остро изогнут, а саккус отчетливо загнут кверху у Z. dzonguensis по сравнению с двумя другими видами. Отсутствие субункальных отростков и наличие отчетливого реберного отростка и зазубренного дорсального края короны характерны для всех трех видов. Z. dzonguensis, Z. pangi и Z. hainanensis имеют во многом схожую окраску, рисунок пятен и гениталии самцов. Однако они отличаются тонкими и постоянными различиями, сходными по степени с ранее описанными видами этой группы. Эти географически непересекающиеся таксоны нигде не распространены, поэтому собранные серии ограничены, а сравнительные молекулярные данные недоступны. Поэтому в настоящее время трудно дать дальнейшие комментарии относительно их систематического положения на уровне видов и подвидов. Пока ещё нет достаточно молекулярных данных о трех видах, чтобы решить эти вопросы, которыми следует заняться в будущем.

## Биология

### Ареал
Пока этот вид известен только из типового местонахождения Дзонгу в округе Северный Сикким. Ожидается, что он будет более широко распространен в других частях Сиккима и прилегающих к Непалу, северной части Западной Бенгалии, Бутане, Аруначал-Прадеше и юго-восточном Тибете на аналогичных высотах.

### Статус и места обитания
Судя по ограниченному опыту, этот вид является очень локальным и сезонным, встречается на высоте ниже 1000 м над уровнем моря в смешанных вечнозеленых и полувечнозеленых широколиственных лесах округа Северный Сикким. Насколько известно, он активен в солнечные дни с раннего утра до полудня, так как во многом этом наблюдается. Питается птичьим пометом в затенённых руслах ручьев.

### Время полёта
Первые наблюдения этого вида были в августе 2016 года. Последние наблюдения были с последней недели августа до середины сентября 2020 и 2021 годов. Судя по этой ограниченной информации, этот вид в Сиккиме кажется моновольтинным.